# Lars Norrman (konstnär)
Lars Arvid Norrman, född 13 november 1915 i Helsingborgs stadsförsamling i Skåne, död 25 augusti 1979 i S:t Johannes församling i Stockholm, var en svensk målare, tecknare, grafiker och reseskildrare.
Han var son till sjökaptenen Lars Olof Norrman och Karin Bergman samt gift 1943-1945 med Tullia von Sydow. Han gick till sjöss när han var i femtonårsåldern och utförde då små miniatyrmålningar på pannåer av det han såg från hyttventilen. De som såg hans målningar uppmanade honom att studera konst och försöka slå sig fram som konstnär.

## Biografi
Norrman studerade vid Otte Skölds målarskola i Stockholm 1931–1933 och under 1934–1939 var han verksam i Paris och passade då på att studera för Fernand Léger 1934–1935 samt bedrev självstudier under resor till Grönland (Aappilattoq) 1937 och 1939, till Afrika 1946–1947.  
Han debuterade med en separatutställning på Galerie Moderne i Stockholm 1936 som uppmärksammades med mycket positiv kritik i Stockholmspressen. Efter Grönlandsvistelsen vistades han ett år i Paris och tillsammans med Stig Munthe-Sandberg ställde åter ut på Galerie Moderne 1938 där han visade målningar från Grönland och Paris. Efter utställningen vistades han en längre tid i Lappland innan han under 1939 reste till Grönland som han tvingades lämna på grund av andra världskrigets utbrott och 1941 ställde han ut en tredje gång på Galerie Moderne.
Han medverkade regelbundet i  Nationalmuseums utställning Unga tecknare 1940–1945 och vid utställningen 1943 erhöll han tecknarstipendiet Till Maria Leander-Engströms minne. Separat ställde han senare ut på bland annat Konsums utställningshall i Stockholm 1941 och 1959 samt i Gävle 1942, Västerås 1944, Karlstad 1945 och Helsingborg 1950 med flera städer.
Tillsammans med Tor Hörlin ställde han ut på Bergslagens museum 1956.
Han medverkade i utställningen Nutida svensk grafik som visades på Nationalmuseum 1951, i en större internationell färggrafikutställning i USA 1952 och i en svensk litografiutställning i Moskva 1959 samt i en rad utställningar arrangerade av Riksförbundet för bildande konst, Konstfrämjandet, Sveriges allmänna konstförening och Skånes konstförening. Han var representerad i Parisutställningarna som visades på Salon des Tuilleries 1936 och Prix des Vikings 1937, samt i Bumerangens utställningar på Liljevalchs konsthall 1945 och 1958 samt i den internationella utställningen på Musée National d'Art Moderne i Paris 1946.
Som litograf gav han ut flera grafikmappar bland annat Grönland 1952, Holland 1955, Tjurfäktning i Spanien 1957, Sommar vid havet 1958, Sju länder 1958, Pamir Världens tak 1959, Geishor 1961, Japan 1961, Spanska fiskare 1961, Egypten 1965 samt på beställning grafikmappar för Stora Kopparbergs bergslags AB, Vattenfallsstyrelsen, Folkrörelsen konstfrämjandet och under 1970-talet kunde man köpa litografier signerade av Norrman på Ikea.
Efter att han studerat freskteknik i Norge utförde han 1946 en frescomålning i företaget Manufakturs matsal i Malmö.
Hans konst består av figurer som Grönlands-Frederiksen, Haremsdamer, nakna damer, interiörer, arbetsplatsmiljöer, gatupartier från Paris samt stilleben är olika motiv förknippade med Norrman. Ytan i hans målningar verkar ofta lackerad, teckningen är säker, likaså färgsinnet med försmående  av skuggor och plastiska effekter. Under 1930-1950 vistades han sällan i sin ateljé utan målningarna tillkom under resor till bland annat Marocko, Algeriet, Tunis Sovjetunionen, Nordvästafrika, Nederländerna, Bulgarien, Spanien, Pamir i Centralasien, Spanien och Bretagne.
| ”                  | Norrman tillhör de vitala berättarna med socialt patos, men han skiljer sig väsentligen från Amelin och Erixson genom sin abstrakta skolning och sin hårdkokta gestaltning av motiven. Man söker förgäves medkänsla och sentimentalitet i detta måleri. Det hårda ljuset och ett kontrastrikt skuggspel kan få vardagens ting att lysa. | „ |
| – Torsten Bergmark | |   |

## Representerad
Helsingborgs museum, 
Postmuseum, Vänersborgs museum, 
Nationalmuseum, Moderna museet, Kalmar konstmuseum, Länsmuseet Gävleborg, Smålands museum, Upplandsmuseet, Hallands Konstmuseum, Örebro läns museum, Örebro läns landsting, samt i ett flertal privata samlingar i Sverige och Europa.